# جايسون مورغان (لاعب هوكي الجليد)
جايسون مورغان هو لاعب هوكي الجليد كندي، ولد في 9 أكتوبر 1976 في سانت جونز في كندا.

## وصلات خارجية
- جايسون مورغان على موقع دوري الهوكي الوطني (الإنجليزية)
- جايسون مورغان على موقع EliteProspects.com (الإنجليزية)
- جايسون مورغان على موقع Eurohockey.com (الإنجليزية)
- جايسون مورغان على موقع HockeyDB.com (الإنجليزية)
- جايسون مورغان على موقع Hockey-Reference.com (الإنجليزية)